# Henrik Joesten Bleeker
Henrik Joesten Bleeker (* 1869 in Shields, England; † 1930) war ein deutsch-britischer Maler und Restaurator.

## Leben
In Düsseldorf war Bleeker Privatschüler von Albert Baur dem Älteren, vielleicht auch  von Alexander Frenz. Bleeker ließ sich in München nieder, wo er 1926 als „Maler und Restaurator“ in der Gabelsbergerstraße 34 ansässig war.